# Dolní motorický neuron

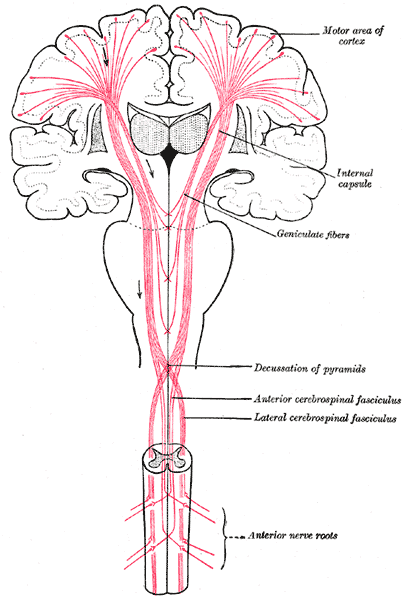
Motorický systém

Dolní motorický neuron je nerv buď v šedé hmotě předního míšního rohu, v předním kořeni nebo v hlavových nervech mozkového kmene přenášející impulzy a trofické (výživu podporující) látky do určité skupiny inervovaných svalových vláken. Dráha je obvykle konečnou drahou nervového řízení svalové síly, objemu a ostatních funkcí.

## Typy
Dolní motorické neurony se dělí podle typu svalů, který inervují:
- alfa motoneuron (α-MNs) inervuje extrafuzální vlákna, nepočetnější typ, který odpovídá za svalovou kontakci.
- beta motoneuron (β-MNs) inervuje intrafuzální vlákna svalového vřeténka s extrafuzálními vlákny (pomalé škubnutí).
- gama motoneuron (γ-MNs) inervuje intrafuzální vlákna, která spolu s senzorickými aferentními vlákny tvoří svalové vřeténko pro propriocepce.